# Nostalgie
Nostalgia este un sentiment de tristețe, de melancolie provocat de dorința de a revedea un loc iubit, o persoană apropiată sau de a retrăi un episod din trecut. Mai este de asemenea o dorință (plină de regrete) pentru ceva greu de realizat; dor. (pop) alean
Nostalgia este asociată cu dorul pentru trecut, pentru personalitățile sale, posibilități și evenimnte din trecut, în special cu „bunele zile din trecut”.
Literatura științifică despre nostalgie se referă, de obicei, la nostalgie în ceea ce privește viața personală.
Teorii și studii recente au conchis că nostalgia, atunci când nu este prea accentuată este o resursă a sufletului omenesc (Psyche) care dă sens vieții în fața morții ineluctabile și prin aceasta, are sau poate avea o funcție existențială.

## Etimologie și definiție
Etimologic, termenul „nostalgie” provine din greaca veche: nóstos (întoarcere) și álgos (durere). Dicționarul Le Petit Larousse definește nostalgia ca o stare de melancolie cauzată de depărtarea de țara natală; dor de țară.